# Dyscia splichali
Dyscia splichali là một loài bướm đêm trong họ Geometridae.